# Пам'ятки історії Судацької міськради
На території Судацької міськради нараховується 21 пам'ятка історії
| №  | охоронний номер | назва | дата спорудження                       | місце знаходження                                                                           | Рішення                                                                                      |
| -- | --------------- | --- | -------------------------------------- | ------------------------------------------------------------------------------------------- | -------------------------------------------------------------------------------------------- |
| 1  | 3114            | Пам'ятний знак на місці висадки десанту. | 1966 рр..                              | р. Судак, набережна, східна частина міста                                                   | Рішення КО від 15.04.1986 №164                                                               |
| 2  | 384             | Пам'ятний знак на честь радянських воїнів-визволителів. | 1969 р.                                | р. Судак, біля в'їзду в місто, з північного боку                                            | Рішення КО від 05.09.1969 №595                                                               |
| 3  | 410             | Братська могила радянських воїнів, мирних жителів та пам'ятний знак односельчанам.                                                                            | 1966-1974 рр..                         | р. Судак, пагорб Слави в центрі міста                                                       | Рішення КО від 05.09.1969 №595                                                               |
| 4  | 4661-АР         | Бюст двічі Герою Соціалістичної Праці М.Д.Князевой. | 1961 р.                                | вул. Леніна                                                                                 | Наказ МК України від 16.06.2011 №453/0/16-11; Наказ МКтаТ України від 03.02.2010 №58/0/16-10 |
| 5  | 499             | Пам'ятник В.І.Леніну. | 1950 р.                                | вул. Леніна, парк                                                                           | Рішення КО від 05.09.1969 №595                                                               |
| 6  | 3118            | Пам'ятний знак на честь 40-річчя Перемоги та односельчан, полеглих на фронтах ВВВ.                                                                            | 1985 р.                                | Веселовський, с/с, с. Веселе, вул. Леніна, сквер                                            | Рішення КО від 15.04.1986 №164                                                               |
| 7  | 1056            | Братська могила радянських воїнів | 1944 р.                                | Грушевський с/с, с. Грушівка, сільське кладовище                                            | Рішення КО від 05.09.1969 №595                                                               |
| 8  | 1057            | Братська могила радянських воїнів та партизанів. | 1944 р.                                | Грушевський с/с, с. Перевалівка, цвинтар                                                    | Рішення КО від 05.09.1969 №595                                                               |
| 9  | 1058            | Могила С.Г.Сімагіна | 1942 р.                                | Грушевський с/с, с. Перевалівка, центр села                                                 | Рішення КО від 05.09.1969 №595                                                               |
| 10 | 413             | Братська могила радянських воїнів | 1942 р.                                | Дачновська с/р, с. Дачне, сільське кладовище                                                | Рішення КО від 05.09.1969 №595                                                               |
| 11 | 3119            | Братська могила воїнів-десантників | 1942 р., перепоховання — 1960-е роки   | Дачновська с/р, с. Дачне, центр, біля шосе Судак-Грушівка                                   | Рішення КО від 15.04.1986 №164                                                               |
| 12 | 386             | Пам'ятний знак на місці партизанських боїв. | 1968 р.                                | Дачновська с/р, с. Лісове, 10-й км шосе Судак-Грушівка                                      | Рішення КО від 05.09.1969 №595                                                               |
| 13 | 383             | Пам'ятний знак на місці страти партизан. | 1920-і рр.., 1956 р., заміна — 1985 р. | Дачновська с/р, з. Лісове, 12-й км шосе Судак-Грушівка                                      | Рішення КО від 05.09.1969 №595                                                               |
| 14 | 414             | Братська могила радянських воїнів (останнім часом комплексний пам'ятник, що включає братські могили радянських воїнів, жертв фашизму та пам'ятник партизанам) | 1942 р.                                | Дачновська с/р, с. Лісове, на пагорбі                                                       | Рішення КО від 05.09.1969 №595                                                               |
| 15 | 416             | Братська могила радянських воїнів | 1942 р., перепоховання в 1966 р.       | Міжрічинський с/с, с. Ворон, парк                                                           | Рішення КО від 05.09.1969 №595                                                               |
| 16 | 3120            | Пам'ятний знак на місці стоянки Судакського партизанського загону.                                                                                            | 1974 р.                                | Міжрічинський с/с, с. Межиріччя, 10 км на північний схід, Судакський лісгоспзаг, гора Бурус | Рішення КО від 15.04.1986 №164                                                               |
| 17 | 415             | Братська могила партизан | 1942-1944 рр..                         | Міжрічинський с/с, с. Межиріччя, парк                                                       | Рішення КО від 05.09.1969 №595                                                               |
| 18 | 385             | Місце висадки партизанської групи А.В.Мокроусова. | Дата спорудження: заміна 1978 р.       | Морський с/с, с. Морське, 2 км на захід, на березі моря                                     | Рішення КО від 05.09.1969 №595                                                               |
| 19 | 417             | Братська могила радянських воїнів та кримських партизан та пам'ятний знак на честь односельців.                                                               | 1970 р.                                | Морський с/с, с. Морське, вул. Зелена                                                       | Рішення КО від 05.09.1969 №595                                                               |
| 20 | 411-АР          | Братська могила радянських воїнів та жертв фашизму | 1946 р.                                | Новий Світ, вул. Л. Голіцина, 21, в сквері                                                  | Наказ МКтаТ України від 25.10.2010 №957/0/16-10                                              |
| 21 | 424             | Братська могила радянських воїнів та пам'ятник односельцям.                                                                                                   | 1971 р.                                | с. Сонячна Долина, вул. Чорноморська                                                        | Рішення КО від 05.09.1969 №595                                                               |
|    |                 | |                                        |                                                                                             |                                                                                              |